# Tettnang
Tettnang er en by i Bodenseekreis i den tyske delstat Baden-Württemberg, med 19.198 indbyggere (2018-12-31). Den ligger omkring ni kilometer nordøst for Friedrichshafen og 13 kilometer syd for Ravensburg.

## Geografi
Byen ligger i baglandet nord for Bodensee, omkring 70 meter over søen, og har derved en flot udsigt over det „Schwäbische Meer“, og mod Alperne i Østrig og Schweiz. Øst for Tettnang begynder de første udløbere af landskabet Allgäu.

### Inddeling
Ud over hovedbyen, med forstaden  Bürgermoos, er der tre landsbyer i kommunen: Kau, Langnau und Tannau.

### Naturbeskyttelse
I Tettnang kommunes område er der ni beskyttede områder (Naturschutzgebiete) (Argen, Birkenweiher, Buchbach, Hirrensee, Knellesberger Moos, Loderhof-Weiher, Matzenhauser Mahlweiher, Schachried og Wasenmoos), syv beskyttede landskaber (Landschaftsschutzgebiete), og 16 naturmindesmærker (Naturdenkmal). (pr. 30. april 2009)

## Galleri
- Neue Schloss fra 1700-tallet